# Gare de Réaumont - Saint-Cassien
Gare de Réaumont - Saint-Cassien vasútállomás Franciaországban, Réaumont településen.

## Vasútvonalak
Az állomást az alábbi vasútvonalak érintik:
- Lyon-Perrache-Grenoble-Marseille-vasútvonal

## Kapcsolódó állomások
A vasútállomáshoz az alábbi állomások vannak a legközelebb:
- Gare de Rives (Lyon-Perrache pályaudvar)
- Gare de Voiron (Gare de Marseille-Saint-Charles)